# Centralanatoliska kurder

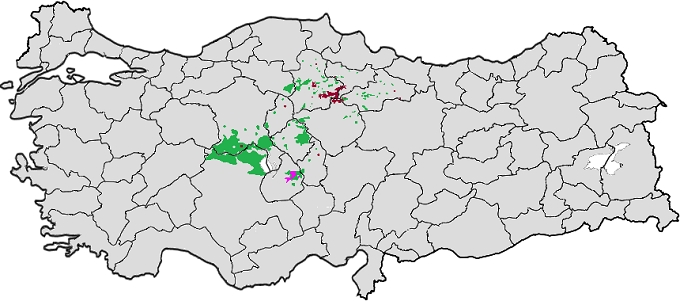
Karta över kurderna i centrala Anatolien

Centralanatoliska kurder (kurdiska: Kurdên Anatolyayê/Anatolê, turkiska: Orta Anadolu Kürtleri eller İç Anadolu Kürtleri) är kurder i Turkiet som har bott i centrala Anatolien sedan 1500-talet i Aksaray, Ankara, Çankırı, Çorum, Eskişehir, Karaman, Kayseri, Kırıkkale, Kırşehir, Konya, Nevşehir, Niğde, Sivas och Yozgat provinser.
Kärnområdet i de centralanatoliska kurderna består av Tuz Gölü Kürtleri (Saltsjöns Kurder), som är en term för kurder bosatta i provinserna Ankara, Konya och Aksaray. Före detta president och Turkiska republikens grundare Mustafa Kemal Atatürk nämnde kurder från Konyaprovinsen i en intervju med journalisten, Ahmet Emin (Yalman), som Konya çöllerindeki Kürtler (Kurderna i Konya-öknen) den 16/17 januari 1923.

## Språk
De flesta centralanatoliska kurder talar dialekten Kurmanjî, som för närvarande talas i provinserna Adıyaman, Kahramanmaraş, Malatya och Şanlıurfa, och dialekten Shekhbizini (Şêyhbizinî). 